# Hedypathes monachus
Hedypathes monachus là một loài bọ cánh cứng trong họ Cerambycidae.